# 덴티스트 (영화)
덴티스트(The Dentist)는 미국에서 제작된 브라이언 유즈나 감독의 1996년 공포, 스릴러 영화이다. 코빈 번슨 등이 주연으로 출연하였고 피에르 데이비드 등이 제작에 참여하였다.

## 출연

### 주연
- 코빈 번슨
- 린다 호프만

### 조연
- 마이클 스태드벡
- 켄 포리
- 토니 노어키스
- 몰리 하건
- 패티 토이
- 잔 호그

## 제작진
- Line PD: 로버트 랜싱 파커
- 공동제작: 필립 B. 골드핀
- 미술: 윌리엄 V. 라이더
- 의상: 워든 닐
- 배역: 캐롤 레프코